# بلدة مونتيري (ميشيغان)
مونتيري (بالإنجليزية: Monterey Township, Michigan)‏ هي بلدة تقع بولاية ميشيغان في الولايات المتحدة. تبلغ مساحتها 93.2 (كم²)، وترتفع عن سطح البحر 273 م، بلغ عدد سكانها 2356 نسمة في عام تعداد الولايات المتحدة 2010 حسب إحصاء مكتب تعداد الولايات المتحدة وتصل الكثافة السكانية فيها 25.5 نسمة/كم2.

## وصلات خارجية
- www.montereytownship.net
- The US50 - Cities and Towns in Michigan State
- Michigan Cities and Towns, Facts, Map, Flag, Colleges, Government, and More